# Азуд ад-Доуле
Фанна Хосров (перс. پناه خسرو‎), известен под лакабом (почётным титулом) Азуд ад-Доуле (Адуд ад-Даула, Адуд ад-Дауля, араб. عضد الدولة‎ — Длань державы; 24 сентября 936, Исфахан — 26 марта 983, Багдад) — эмир из иранской династии Буидов. Правил (номинально как вали — наместник) от лица халифа-Аббасида в 949—983 годах. Самый величественный, энергичный и предприимчивый из правителей династии, при нём государство Буидов достигло наивысшего расцвета. Азуд ад-Доуле объединил между 977 и 982 годами удельные княжества Буидов и принял старинный иранский титул шахиншаха. Самый могущественный правитель исламского Востока в последние годы своей жизни.
Родился 5 зу-ль-када 324 г. х. (24 сентября 936 года) в Исфахане. Его отец Хасан ибн Бувейх (известен под лакабом Рукн ад-Доуле — Столп державы), был вторым по старшинству из трёх братьев Буидов, детей рыбака Абу Шуджа, выходцев из горной местности Дейлем в Гиляне на севере Ирана, наёмных военачальников, возвысившихся при иранской династии Зияридов. Братья произвели значительные территориальные захваты в Западном Иране и основали первоначальные удельные княжества Буидов. В 945 году младший брат Хасана Ахмед (Муизз ад-Доуле — Укрепляющий державу, ум. 967) вступил в Багдад и принял титул эмира эмиров (верховного главнокомандующего) и вали Ирака. Тем самым Буиды положили конец политическому существованию халифата Аббасидов и стали фактически самостоятельными правителями государства Буидов.
Рукн ад-Доуле правил Реем, Хамаданом и Исфаханом. Муизз ад-Доуле правил арабским Ираком (перс. عراق عرب‎, Нижняя Месопотамия), Хузестаном и Керманом. Старший брат Хасана Али (Имад ад-Доуле — Опора державы, ум. 949) правил Фарсом.
Имад ад-Доуле выбрал Фанна Хосров в качестве своего преемника, поскольку не имел наследника. До прибытия племянника Имад ад-Доуле арестовал группу военачальников, претендовавших на трон Фарса. Когда в 338 г. х. (949 году) Фанна Хосров прибыл из Рея в Шираз, Имад ад-Доуле посадил его на трон и стоял в его присутствии, чтобы принудить других членов двора к этому. Его усилия по поддержке власти племянника были либо безнадежны, либо слишком запоздали. После смерти Имад ад-Доуле в джумада аль-уля 338 г. х. (ноябре 949 года) сразу же вспыхнуло восстание против Фанна Хосров.
Рукн ад-Доуле в 338 г. х. поспешил на юг, чтобы спасти сына и восстановить власть Буидов. Муизз ад-Доуле с той же целью послал визиря. Вместе они вернули на трон Фанна Хосров. Провинцию Арраджан Рукн ад-Доуле при этом отнял у Шираза и добавил ко своим владениям. Фанна Хосров добивался лакаба Тадж ад-Доуле (Венец державы), но поскольку Муизз ад-Доуле воспротивился, ему было отказано и в 351 г. х. (962 году) принял от аббасидского халифа аль-Мути лакаб Азуд ад-Доуле (Длань державы). Азуд ад-Доуле правил Фарсом без особых трудностей, это была самое стабильное из удельных княжеств Буидов, не имевшее сильных в военном отношении соседей. В 967 году Азуд ад-Доуле воспользовался междоусобной борьбой Абу-Али Мухаммеда ибн Ильяса и его сыновей за трон Кермана, чтобы отвоевать часть этой провинции. Он завоевал Керман полностью в 356 г. х. (968 году) и заключил союз с Халаф ибн Ахмадом, саффаридским эмиром Систана, который тогда играл жизненно важную роль в ослаблении вечных врагов буидов, Саманидов.
Саманиды послали войско, чтобы поддержать попытку Сулеймана, сына Мухаммеда ибн Ильяса, отвоевать Керман. Но Азуд-ад-Доуле победил его, а затем, 10 сафара 360 г. х. (13 декабря 970 года), нанёс ещё более важное поражение союзникам Солеймана, керманским белуджам, которые помогали Ильясидам и более ранним местным правителям не дать центральному исламскому правительству получить власть полный контроль над Керманом. Армия Азуд-ад-Доуле затем двинулась через Керман в область Тиз и Мекран и завершила своё победоносное продвижение в порту Ормуз на побережье Персидского залива. Многие племена впервые предложили как подчинение, так и обращение в ислам. В зу-ль-када 360 г. х. (августе-сентябре 971 года) Азуд-ад-Доуле возглавил карательную экспедицию, чтобы усмирить белуджей, нарушивших обещание. 11 раби аль-авваля 361 г. х. (8 января 972 года) он нанёс им решительное поражение. Затем поселил в этом районе земледельцев, чтобы изменить облик провинции.  Азуд-ад-Доуле впервые включил в состав дар ал-ислама керманских белуджей, часто бывавших объектом нападения, но доселе не побеждённых. Одним из наследий правления Буидов будет преобразование и ассимиляция частей Кермана, Мекрана и даже районов южного Фарса у Персидского залива, которые оставались почти нетронутыми центральными исламскими правительствами до X векаа. Успехи Азуд-ад-Доуле и его отца Рукн ад-Доуле привели к формальному миру между Буидами и Саманидами в 361 г. х., по которому Буиды согласились платить Саманидам 150 000 динаров в год. Экспедиция, посланная Азуд-ад-Доуле в 364 г. х. (975 году) в Керман, отбила Бам у военачальника, перешедшего на сторону Саманидов, а затем победила сына Мухаммеда ибн Ильяса в Джирофте, после чего граница между Саманидами и буидским Керманом, по-видимому, оставалась нетронутой до смерти Азуд-ад-Доуле.
Муизз ад-Доуле, дядя Азуд ад-Доуле и буидский правитель Ирака, получил контроль над Басрой в раби ас-сани 336 г. х. (ноябре 947 года), после чего естественной целью политики Буидов стал контроль над Оманом, правители которого могли облагать налогом или препятствовать торговле, контролируя Ормузский пролив между Персидским заливом и Индийским океаном. В 355 г. х. (966 году) Азуд ад-Доуле и Муизз ад-Доуле отправили совместную экспедицию, которая установила прямое правление Буидов в Омане, но вскоре после этого наместники Буидов были изгнаны. Азуд ад-Доуле, расчистив путь по суше к Ормузу, порту на побережье Персидского залива в Иране напротив Омана, в кампании 360—361 гг. х. (970—972) против белуджей послал армию из Кермана и захватил Сухар, столицу Омана в 362 г. х. В следующем году войска Азуд ад-Доуле завоевал Оманские горы, что дало ему более полный контроль над Оманом, чем любой другой правитель имел за многие годы.
В 356 г. х. (967 году) умер Муизз ад-Доуле. Буиды придерживались патримониальной системы власти, поэтому власть в Багдаде перешла к его сыну Бахтияру (Изз ад-Доуле — Мощь державы). Однако его двоюродный брат Азуд ад-Доуле попытался отобрать власть, что разрушило систему семейного сотрудничества, которая была такой примечательной чертой правления первого поколения Буидов и вызвало недовольство даже его собственного отца Рукн ад-Доуле. Изз ад-Доуле был назначен преемником Рукн ад-Доуле. В 363 г. х. (974 году) Изз ад-Доуле оказался в ловушке в Васите из-за восстания войск как в Багдаде, его столице, так и в Хузестане. Азуд ад-Доуле вышел из Фарса и 14 джумада аль-уля 364 г. х. (30 января 975 года) разбил повстанцев. Затем он вошёл в Багдад и 4 джумада ас-сани  364 г. х. (12 марта 975 года) заставил Изз ад-Доуле отречься от престола в пользу своего спасителя.
Затем Рукн ад-Доуле, последний оставшийся в живых из трёх братьев, основавших династию, простым проявлением родительской власти заставил своего сына отказаться от своих завоеваний, восстановить Изз ад-Доуле на престоле и безвозмездно отступить в Фарс. Рукн ад-Доуле наградил своего сына. На встрече в 365 г. х. (976 году) в Исфахане он назначил своего старшего сына Азуд ад-Доуле своим прямым наследником в качестве главы семьи Буидов.
18 мухаррема 366 г. х. (16 сентября 976 года) умер Рукн ад-Доуле. Изз ад-Доуле заранее подготовился к междоусобной борьбе, заручился поддержкой Фахр ад-Доуле, сына Рукн ад-Доуле, унаследовавшего владения отца в Хамадане, династии Хамданидов в северном Ираке, курдского правителя Хасанвейха и Имран ибн Шахин, правителя Батиха, болотистой местности в дельте Тигра и Евфрата между Васитом и Басрой (Муайяд ад-Доуле, другой сын Рукн ад-Доуле и преемник своего отца на территориях вокруг Исфахана, оставался верным своему старшему брату Азуд ад-Доуле). Изз ад-Доуле отказался признать приоритет своего двоюродного брата Азуд ад-Доуле. Азуд ад-Доуле выдвинулся в Хузестан и легко победил Изз ад-Доуле 11 зу-ль-када 366 г. х. (1 июля 977 года) при Ахвазе. Изз ад-Доуле после некоторых колебаний попросил и получил разрешение уйти и обосноваться в Сирии. Однако по пути в Сирию хамданидский эмир Абу Таглиб убедил Изз ад-Доуле  снова сразиться со своим двоюродным братом. 18 шавваль 367 г. х. (29 мая 978 года) Азуд ад-Доуле разбил у Каср аль-Джисса («Гипсового замка») около Самарры Изз ад-Доуле и соединившегося с ним Абу Таглиба, Изз ад-Доуле схвачен и по приказу Азуд ад-Доуле казнён.
Затем Азуд ад-Доуле в 367 г. х. (978 году) занял Мосул и, в отличие от предыдущих Буидов, удерживал его до конца правления. Остальная часть территории Хамданидов перешла непосредственно под его контроль или осталась в руках правителя Хамданидов, который предложил свою верность. Затем войска Азуд ад-Доуле покорили курдов северного Ирака и западного Ирана, которые стали полунезависимыми после распада халифата Аббасидов. Следует помнить, что «курд» в источниках X—XI вв. относится ко всем кочевым племенам региона Загрос, включая луров.
В зу-ль-када 369 г. х. (мае-июне 979 года) Азуд ад-Доуле выдвинулся на территорию своего брата Фахр ад-Доуле, который бежал в Казвин, а затем в Нишапур после того, как многие из его военачальников дезертировали. Азуд ад-Доуле отправился в Керманшах, где он назначил Бадр ибн Хасанвейх правителем прилегающей курдской территорией в качестве своего наместника. В сафаре 370 г. х. (августе-сентябре 980 года) Азуд ад-Доуле занял Хамадан и вскоре подчинил себе районы к востоку и югу от этого города, которые теперь находились под более полным контролем центра, чем в течение по крайней мере полувека.
Вскоре после завоевания Хамадана Азуд ад-Доуле прибыл из Рея визирь Муайяд ад-Доуле, Исмаил ибн Аббад и оставался до раби ас-сани 370 г. х. (октября-ноября 980 года), чтобы договориться о передаче города своему правителю. Азуд ад-Доуле наградил Муайяд ад-Доуле, дал ему Хамадан, войска Фахр ад-Доуле, а позже дал ему ещё больше войск, чтобы помочь ему в кампании против Саманидов, союзник которых, зияридский правитель Кабус ибн Вушмагир захватил Табаристан и дал убежище Фахр ад-Доуле. Азуд ад-Доуле первоначально пытался принудить Кабуса выдать Фахр ад-Доуле. Азуд ад-Доуле помог Кабусу в междоусобной борьбе между сыновьями зияридского правителя Вушмагира и рассчитывал взамен на некоторое сотрудничество. Когда Кабус отказался в мухарреме 371 г. х. (июле-августе 981 года), Азуд ад-Доуле устроил так, чтобы Муайяд ад-Доуле получил официальное назначение от аббасидского халифа наместником в Табаристан и Горган, к завоеванию которых приступил Муайяд ад-Доуле.
В 367 г. х. (978 году) Азуд ад-Доуле прибыл в Багдад, чтобы получить от халифа ат-Таи лакаб Тадж ал-Милла (Венец веры).
Когда Азуд ад-Доуле умер 8 шавваля 372 г. х. (26 марта 983 года) он был не только прямым правителем Фарса (области его столицы Шираза), Ирака и частей Джезире к северу от Ирака, но также контролировал, через своего брата, его сыновей и вассалов, территории от границы Хорасана до византийской границы в Сирии и от Омана до берегов Каспийского моря. Более того, меньшие цари признавали его своим сюзереном вплоть до Йемена и берегов Средиземного моря. Византийцы, которые какое-то время совершали набеги на Сирию, не опасаясь ответных мер, добивались и добились заключения мирного договора в обмен на обещание Азуд ад-Доуле не поддерживать Варда Склира, византийского самозванца, бежавшего в Багдад. Точно так же Фатимиды, которые были враждебны к более ранним Буидам, пытались завоевать его благосклонность, чтобы избежать любого соперничества с ним в силе. У Саманидов были более прямые причины бояться его, поскольку его поддержка Муайяд ад-Доуле открыла Хорасан для его брата. Никакой другой правитель Буидов не добивался и не способен был добиться таких успехов в военных делах.
Азуд ад-Доуле сохранял настолько полный личный контроль над своей администрацией, насколько позволяли обстоятельства. Визирем Азуд ад-Доуле назначил христианина Насира ибн-Харуна, который, с разрешения халифа, восстанавливал и строил христианские церкви и монастыри. Когда его государство расширилось, он назначил второго визиря, ал-Мутаххар ибн Абдаллах (ум. 369 г .х.), в дополнение к Насиру ибн-Харуну; и он также лично назначил заместителя визиря, который действовал как заместитель правителя, а не визирей. Он тщательно следил за своевременной оплатой труда государственных служащих в начале каждого платежного периода и устанавливал графики выплат в шахматном порядке, чтобы такая своевременная выплата не обременяла казну. Тем не менее, фундаментальные изменения в управлении, которые произошли в конце периода Аббасидов, такие изменения, как введение икта, не были отменены Азуд ад-Доуле.
В его правление началось возрождение традиций иранской культуры. Следуя политике более ранних правителей Буидов по сохранению аббасидского халифата в Багдаде (что придало законности правлению Буидов в глазах некоторых из их суннитских подданных), Азуд ад-Доуле проявил больший интерес, чем предыдущие правители Буидов, к доисламскому Ирану. Он посетил Персеполь и оставил там надпись, которая показывает, что он осознавал связь государства Буидов с доисламским Ираном; и он принял древний персидский титул шахиншах, который использовался на монетах и на публичных церемониях в качестве официального титула властителя. Титул вызвал возмущение в арабском Багдаде и не был официально утвержден халифом. Вероятно, был первым мусульманским правителем, который взял этот титул после падения Сасанидов, о генеалогической связи с которыми он заявлял. Азуд ад-Доуле праздновал древние иранские праздники Сада (10 бахмана) и Мехреган (и, несомненно, также Новруз, который праздновался многочисленными более ранними мусульманскими правителями, включая самих халифов). Он также основал два праздника, посвященных основанию Кард-е Фанна Хосров.
Однако, как и большинство Буидов, он покровительствовал арабским литераторам, и очень мало свидетельств его интереса к новоперсидской поэзии того времени. Поощрялись науки, ремёсла и искусство. Поэт Мутанабби в 965 году принял приглашение присоединиться ко двору Азуд ад-Доуле в Ширазе и посвятил покровителю несколько своих лучших панегириков. По неизвестной причине он в том же году покинул двор. Азуд ад-Доуле усердно изучал арабский язык, писал стихи на арабском языке и гордился тем, что одним из его учителей был знаменитый грамматист арабского языка Абу Али аль-Фариси. Он изучал многие области науки того времени на арабском языке, включая геометрию и астрономию; и, благодаря его покровительству, ему было посвящено много арабских книг, в том числе книги по фикху, тафсиру, каламу, хадисоведению, генеалогии, поэзии, грамматике, просодии, медицине, астрономии и геометрии. Азуд ад-Доуле заключил в темницу учёного и литератора Ибрахима ас-Саби (925—994), главу государственной канцелярии («диван-и инша», ведавшего дипломатической и официальной перепиской) при Муизз ад-Доуле и Изз ад-Доуле, деда историка Хилал ас-Саби. В тюрьме ас-Саби, пытаясь снискать прощение и благосклонность правителя, принимается писать историю Буидов, назвав её в честь Азуд ад-Доуле «Китаб ат-таджи» (Тадж ал-Милла — почетный титул Азуд ад-Доуле). В темнице ас-Саби провёл более четырёх лет, после смерти Азуд ад-Доуле его выпустил сын и преемник Азуд ад-Доуле, Шараф ад-Доуле. В очень большой и полной библиотеке, которую Азуд ад-Доуле основал в Ширазе, был отдельный список для каждой включенной в неё темы. В своем интересе к высшему образованию на арабском языке (за явным исключением персидского) Азуд ад-Доуле следовал общему образцу интеллектуальной жизни своего времени в своей родной провинции Фарс, где в письменной культуре преобладали арабский язык и среднеперсидский язык (в частности мобеды не интересовались «исламским» новоперсидским языком).
Кроме того, как и многие его иранские современники, Азуд ад-Доуле, похоже, не считал, что его восхищение доисламским Ираном противоречит его исламской вере. Буидское правительство опиралось в Багдаде преимущественно на богатых шиитских купцов и на талибидов (Алидов). Азуд ад-Доуле разрешил траурные церемонии и обряды в дни Ашура, в память о смерти имама Хусейна. По некоторым сведениям, он восстановил мавзолей Имама Хусейна в Кербеле (известен с 984 года) и построил мечеть имама Али в Эн-Наджафе (около 977 года), где он попросил, чтобы его похоронили. Говорят, что он проявил большую щедрость к выдающемуся шиитскому богослову шейху Мухаммаду аль-Муфиду. Однако его религиозная политика далеко не всегда носила шиитский характер. Он вынудил аббасидского халифа жениться на его дочери, якобы в надежде объединить притязания суннитских Аббасидов и Буидов в одну линию (политика, которой халиф сопротивлялся, не заключая брак). В 369 г. х. (979—980) он назначил ширазского юриста Бишра ибн Хусейна верховным судьёй в Багдаде, хотя Бишр продолжал проживать в столице Фарса, по-видимому, в попытке дальнейшей интеграции одного важного оставшегося института суннитского правительства Аббасидов в государство Буидов.

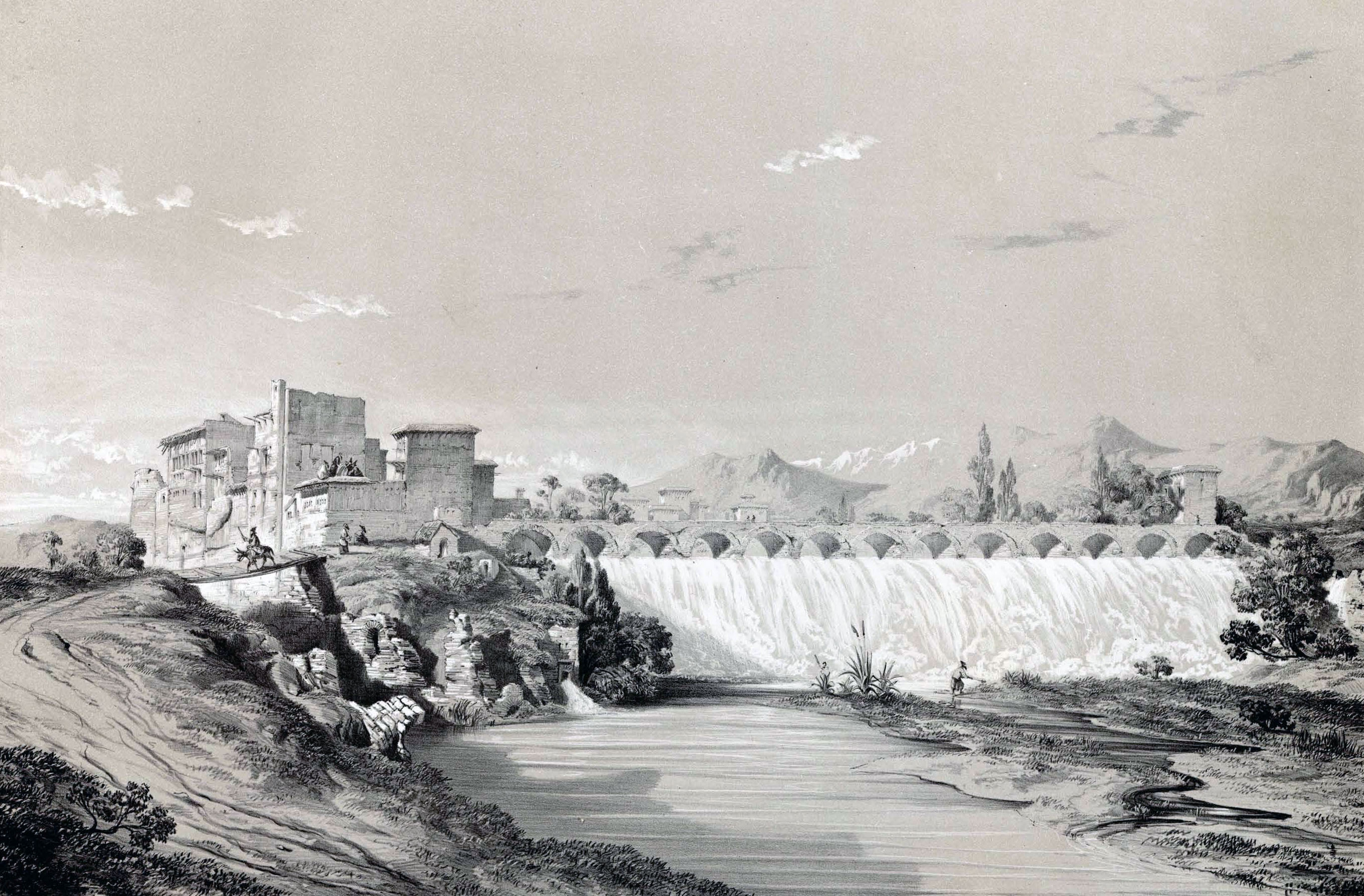
Плотина Банде-Эмир на реке Кур. Рисунок Эжена Фландена

Азуд ад-Доуле был великим строителем. В его правление  началось развитие хозяйства, расширение оросительной сети, велись крупные строительные работы в столице государства Буидов — Ширазе, в Багдаде и других городах. В 981 году построена новая большая больница Адуди в Багдаде, где работали 24 врача и использовались самые передовые для того времени достижения медицины. Больница действовала, по крайней мере, до монгольского нашествия. Прекрасные базары, которые он построил возле соборной мечети в Рамхормозе, не имели себе равных. Но большая часть его построек находилась в Фарсе, в основном в Ширазе, где помимо различных зданий он строил караван-сараи, цистерны и плотины. На реке Кур построили знаменитую «Азудову плотину» (ныне Банде-Эмир) из каменных плит с креплениями из свинца. Вода высоко поднялась, и образовалось искусственное озеро. По берегам его поставили 10 больших водоподъёмных колёс, около каждого колеса устроили водяную мельницу, а от водохранилища отвели каналы. Раньше благодаря этой плотине орошалась значительная часть долины Мервдешт. Плотина Банде-Эмир несколько раз разрушалась и восстанавливалась. В частично восстановленном виде она сохранилась и используется для орошения до сих пор. В Ширазе он построил дворец из 360 комнат, со сложными бадгирами и водными каналами, а также больницу. Шираз стал настолько многолюдным во время его правления, что он построил поблизости город-спутник для своей армии, название которого, Кард-е Фанна Хосров («Фанна Хосров сделал это»), сознательно повторяло стиль имён, которые сасанидские цари давали городам, которые они основали. Согласно Бируни, в городе проводились два ежегодных праздника (араб. جشن‎) в день сарош (17) месяца фарвардин и в день ормуз (1) месяца абан. В первый отмечался день, когда вода из акведука достигла города с расстояния четырех фарсаков, а во второй — день, когда началось строительство города. Эти два праздника были основаны Азуд ад-Доуле по образцу праздника Новруз в Исфахане, который он видел там в детстве. Своей строительной деятельностью в Фарсе он укрепил возрождение этой провинции, которое было настолько драматичным, что, по словам Ибн аль-Джаузи, налоговые поступления Фарса во времена Азуд ад-Доуле были втрое выше, чем в начале века. Шираз, сравнительно неважный город до вторжения Саффаридов в Фарс в IX веке, достиг при Азуд ад-Доуле экономического и культурного значения, которое он сохранил на протяжении последующих столетий.
Достижения Азуд ад-Доуле в построении сильного единого государства Буидов не были поддержаны его преемниками. Казнь его двоюродного брата разрушила систему семейной поддержки Буидов. После смерти Азуд ад-Доуле начались распри и междоусобия, которые привели к упадку государства Буидов. Тем не менее, военные успехи Азуд ад-Доуле против почти всех соперников второго поколения Буидов придали этой династии скромного происхождения легитимность, которая помогла им выжить до середины XI века. Что ещё более важно, он способствовал растущему процветанию Фарса, который стал относительно безопасным и процветающим убежищем для иранской культуры в неспокойные периоды сельджуков и монголов.